# Pama-nyunganské jazyky
Pama-nyunganské jazyky je jazyková rodina. Patří sem většina austrálských jazyků (jazyků Aboridžinců), které se používají v Austrálii. Řadí se sem okolo 300 jazyků, ale většina z nich jsou již mrtvé, nebo na pokraji vyhynutí. Nejpoužívanějšími jazyky z této skupiny jsou: warlpiri (cca 2300 mluvčích), arrernte (cca 4500 mluvčích) a jazyk Západní pouště (cca 7400 mluvčích).

## Původ názvu skupiny
Pama-nyunganské jazyky bývají často děleny na dvě podskupiny: pamské jazyky a nyunganské jazyky. Názvy těchto podskupin se odvíjí od slova člověk v jazycích daných skupin. Podle těchto podskupin se nazývá i celá jazyková rodina.

## Dělení
Existuje několik názorů jak pama-nyuganské jazyky dělit, nejčastěji se však dělí na tyto podskupiny:
- Yolŋuské jazyky
- Ngarnské jazyky
- Kalkatungické jazyky
- Mayiské jazyky
- Pamské jazyky
- Diyrbalické jazyky
- Marické jazyky
- Waka kabické jazyky
- Durubulické jazyky
- Bandjalangické jazyky
- Gumbaynggirické jazyky
- Wiradhurické jazyky
- Yuin-kurické jazyky
- Gippslandské jazyky
- Yotayotické jazyky
- Kulinické jazyky
- Dolnomurrayské jazyky
- Thura-yurské jazyky
- Mirninyjské jazyky
- Nyunganské jazyky
- Kartuské jazyky
- Kanyara-manthartaské jazyky
- Ngayratské jazyky
- Marrnguské jazyky
- Ngumpin-yapské jazyky
- Watské jazyky
- Arandické jazyky
- Karnické jazyky
- Yardliské jazyky

Dále se mezi pama-nyunganské jazyky řadí některé jazyky, které jsou v rámci skupiny izolované. Konkrétně jde o jazyky kala lagaw ya, yidny, anewan, warumungu, kalali, muruwari a paakantyi a několik neklasifikovaných jazyků.

## Makro-pama-nyunganské jazyky
Existuje kontroverzní teorie makro-pama-nyuganských jazyků. Podle této teorie existuje velká jazyková rodina, kam patří pama-nyunganské jazyky spolu s makro-gunwinyuguanskými jazyky, tangkickými jazyky a garawanskými jazyky (což jsou menší jazykové skupiny na severu Austrálie). Někdy se k makro-pama-nyunganským jazykům řadí též vymřelá skupina východodalyských jazyků.